# Saoirse Ronan
Saoirse Una Ronan (AFI: [ˈsˠiːɾˠʃə], /'seircha/; Nova Iorque, 12 de abril de 1994) é uma atriz irlandesa. Levantou-se ao estrelado ainda criança e ganhou destaque internacional em 2007, após coestrelar o filme Atonement, pelo qual ganhou suas indicações para o prêmio BAFTA de Melhor Atriz coadjuvante em cinema, o Globo de Ouro de Melhor Atriz Coadjuvante e um Óscar, também de Melhor Atriz Coadjuvante. Saoirse foi indicada ao Oscar 2016 na categoria de Melhor Atriz pelo filme Brooklyn. Venceu o Globo de Ouro de melhor atriz em comédia ou musical por sua atuação no filme Lady Bird. Além disso, a atriz também foi indicada ao Oscar 2020 como melhor atriz, por sua performance em Little Women.

## Biografia
Saoirse nasceu no bairro de Bronx em Nova Iorque no qual seus pais, ambos irlandeses, viviam. Seu pai, Paul Ronan é ator e a sua mãe, Monica também foi atriz durante algum tempo quando criança. Saoirse é filha única e foi viver na Irlanda com três anos de idade. Passou algum tempo em County Carlow antes de se mudar para Howth, uma vila perto de Dublin. A atriz teve aulas em casa enquanto vivia em Carlow, às vezes ela acompanhava seu pai nos sets de filmagem quando Paul estava trabalhando em filmes como The Devil's Own (br: Inimigo Íntimo) e Veronica Guerin (br: O Custo da Coragem). A atriz tem dupla nacionalidade (irlandesa e norte-americana).

## Carreira

### (2003–2009): Começo de carreira e reconhecimento
Ronan fez sua estreia na televisão irlandesa em 2003, com papéis nos dramas médicos The Clinic e Proof. Na mesma altura fez uma audição para o papel de Luna Lovegood no filme Harry Potter and the Order of the Phoenix, mas perdeu-o para Evanna Lynch.
Com 12 anos, fez uma audição para a adaptação para cinema do romance Atonement de Ian McEwan. Ela acabou per escolhida para interpretar o papel de Briony Taills com 13 anos, uma adolescente que sonha ser escritora e que muda o rumo de várias vidas quando acusa o amante da irmã mais velha de um crime que ele não cometeu. O filme, protagonizado por Keira Knightley e James McAvoy foi um sucesso de bilheteira e junto da crítica e foi nomeado para vários prémios em 2008, incluindo para os BAFTA, os Globos de Ouro e para os Óscares na categoria de Melhor Filme. A própria Saoirse foi nomeada para os mesmos prémios, mas na categoria de Melhor Atriz Secundária, sendo uma das dez atrizes mais novas a receber a honra.

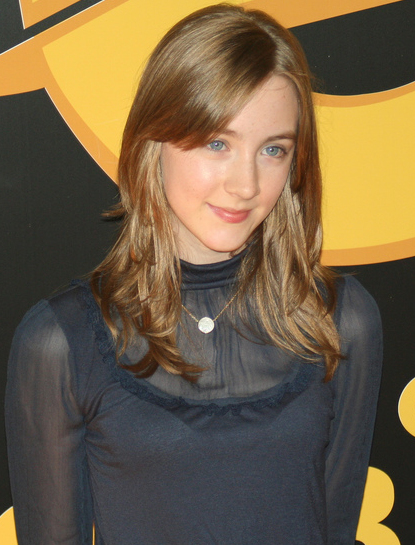
Ronan no ano de 2008.

Em 2008, protagonizou dois filmes: Death Defying Acts e o filme de ficção científica, City of Ember. No primeiro interpreta o papel de Benji McGrave, a filha de uma mentalista pobre e sem educação interpretada por Catherine Zeta-Jones, que tem um romance com o mágico Harry Houdini no auge da sua carreira. O papel valeu-lhe o prémio de Melhor Atriz Secundária nos Irish Film and Television Awards, o terceiro da sua carreira depois de ter vencido na mesma categoria por Atonement e o prémio de Estrela em Ascensão.
Em City of Ember, interpreta o papel de Lina Mayfleet, uma adolescente que tem de salvar a população de uma cidade subterrânea fictícia chamada Ember. O filme é baseado no romance homónimo de Jeanne DuPrau e foi um fracasso de bilheteira, tendo gerado apenas 17 milhões de dólares nos Estados Unidos com um orçamento de 55 milhões de dólares
Ronan atuou como Susie Salmon em 2009 na adaptação cinematográfica do romance The Lovely Bones. No filme interpreta o papel de Susie Salmon, uma adolescente de 14 anos que, depois de ser assassinada, observa do além a forma como a sua família e amigos tentam lidar com a sua morte e recuperar do trauma. Apesar de as críticas terem sido mistas, o desempenho de Saoirse foi bastante elogiado e ela venceu um Critic's Choice Award e um Saturn Award, para além de uma segunda nomeação para os prémios BAFTA do ano seguinte.

### (2010–2014): Ascensão à fama

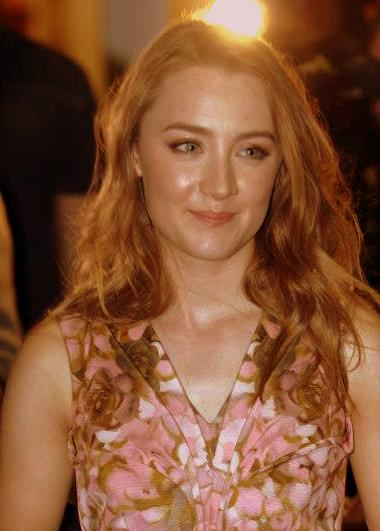
Saoirse no Festival Internacional de Cinema de Toronto em 2012.

Em 2010, a atriz foi convidada a fazer parte da Academia de Artes e Ciências Cinematográficas. Nesse ano fez parte do elenco principal do filme The Way Back, realizado por Peter Weir. Saoirse interpreta o papel de uma órfã polaca que se junta a um grupo de prisioneiros que fogem de um gulag na Sibéria em 1940 e tenta fazer uma viagem de mais de 6000 quilómetros até à Índia. O filme foi recebido com críticas positivas e valeu uma quarta nomeação para os Irish Film and Television Awards para Saoirse.
Em 2011, Saoirse protagonizou o filme de ação Hanna que a reuniu com o realizador de Atonement, Joe Wright. Saoirse interpreta o papel de uma adolescente de 15 anos que foi criada no Ártico para ser a assassina perfeita. O filme teve críticas positivas e valeu mais prémios para a atriz, incluindo o seu sexto prémio da Irish Film and Television Awards.
Em 2013, protagonizou a adaptação ao cinema do romance The Host de Stephenie Meyer. Ela interpreta os papéis de Wanderer e Melanie Stryder, uma rebelde humana que é capturada e recebe uma alma alienígena. O filme recebeu críticas bastante negativas. Ainda nesse ano, a atriz protagonizou o filme de vampiros Byzantium, uma adaptação da peça de teatro homónima (papel que lhe valeu um sétimo prémio da Irish Film and Television Awards) e Violet & Daisy, o primeiro filme realizado por Geoffrey S. Fltecher, onde interpreta o papel de uma adolescente assassina.
O último filme de Ronan em 2013 foi a adaptação ao cinema do romance How I Live Now de Meg Rosof. No filme, ela interpreta o papel de uma adolescente de Nova Iorque que é enviada para a casa dos seus primos numa quinta remora do Reino Unido durante uma terceira guerra mundial fictícia. O filme, realizado por Kevin Macdonald foi exibido no Festival Internacional de Cinema de Toronto desse ano.
Em 2014, a atriz participou no filme The Grand Budapest Hotel de Wes Anderson, onde interpreta o papel de Agatha. Ainda nesse ano, interpretou o papel de Leia em Lost River, o primeiro filme realizado por Ryan Gosling.

### Atriz estabelecida (2015-2021)

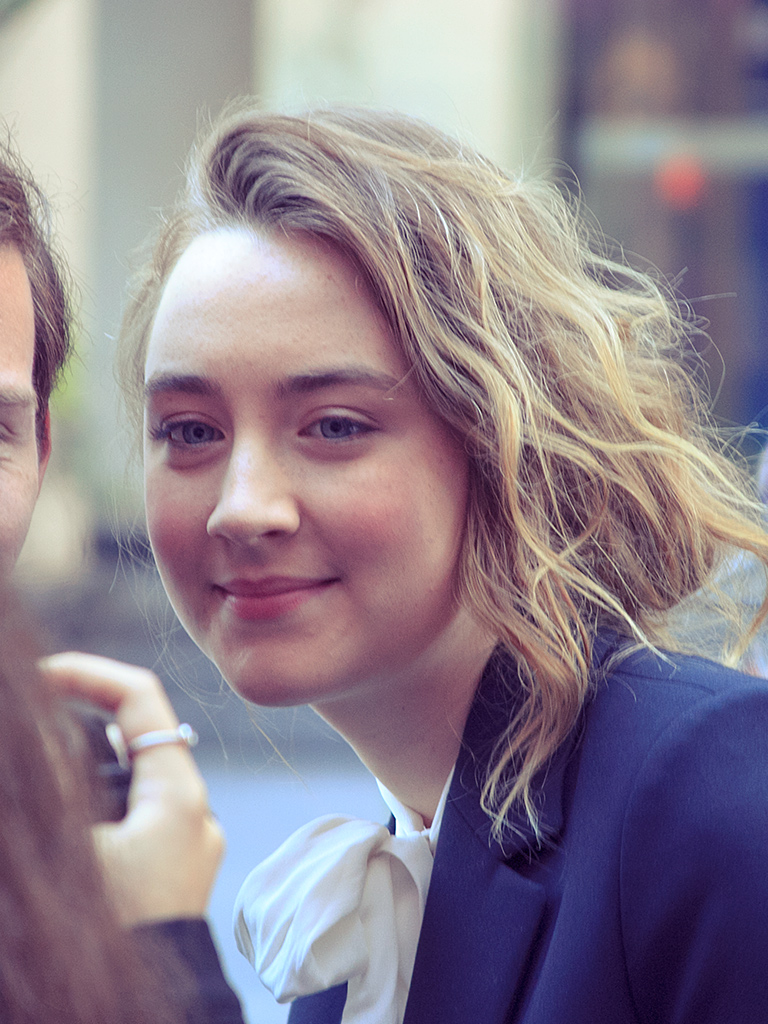
Saiorse no Festival Internacional de Cinema de Toronto em 2015.

Em 2015, protagonizou Brooklyn, um filme bastante aclamado pela crítica. O filme baseia-se no romance homónimo de Colm Toibin e o argumento foi escrito por Nick Hornby. Saoirse interpreta o papel de Ellis Lacey, uma jovem de uma vila irlandesa que se muda para os Estados Unidos em busca de uma vida melhor, mas que mais tarde tem de escolher entre os dois países. O desempenho de Saoirse valeu-lhe uma segunda nomeação para os Óscares e ainda para os Globos de Ouro, os Screen Actors Guild Awards, os BAFTA e os British Independent Film Awards, entre outros. Em 2016, Saoirse estreou-se na Broadway com a peça The Crucible de Arthur Miller. Na peça, interpretou o papel de Abigail Williams, uma mulher manioulativa e responsável pela morte de 150 pessoas acusadas de bruxaria.
No ano seguinte, a atriz fez a voz de Gachet no filme de animação biográfico Loving Vincent, sobre a vida do pintor Vincent van Gogh. Ainda em 2017, foi protagonista do filme Lady Bird de Greta Gerwig, no papel de Christine "Lady Bird" McPherson, uma finalista do liceu que tem uma relação tumultuosa com a sua mãe. Lady Bird foi aclamado pela crítica e é atualmente um dos filmes com a melhor pontuação de sempre do site Rotten Tomatoes. O desempenho de Saoirse foi muito elogiado pela crítica, sendo considerado por A.O. Scott, crítico do The New York Times, um dos melhores do ano: "Ronan navega por cada curva da história de Lady Bird com uma combinação inegualável de auto-confiança e descoberta. Ela é tão espontânea e imprevisível como uma verdadeira adolescente de 17 anos... o que reflete um nível perfeitamente estonteante de domínio da sua arte". Saoirse venceu o Globo de Ouro de Melhor Atriz em Filme de Comédia ou Musical por este papel em 2018 e recebeu ainda nomeações para os principais prémios do cinema, incluindo os BAFTA, os Screen Actors Guild Awards e a sua terceira nomeação para os Óscares.

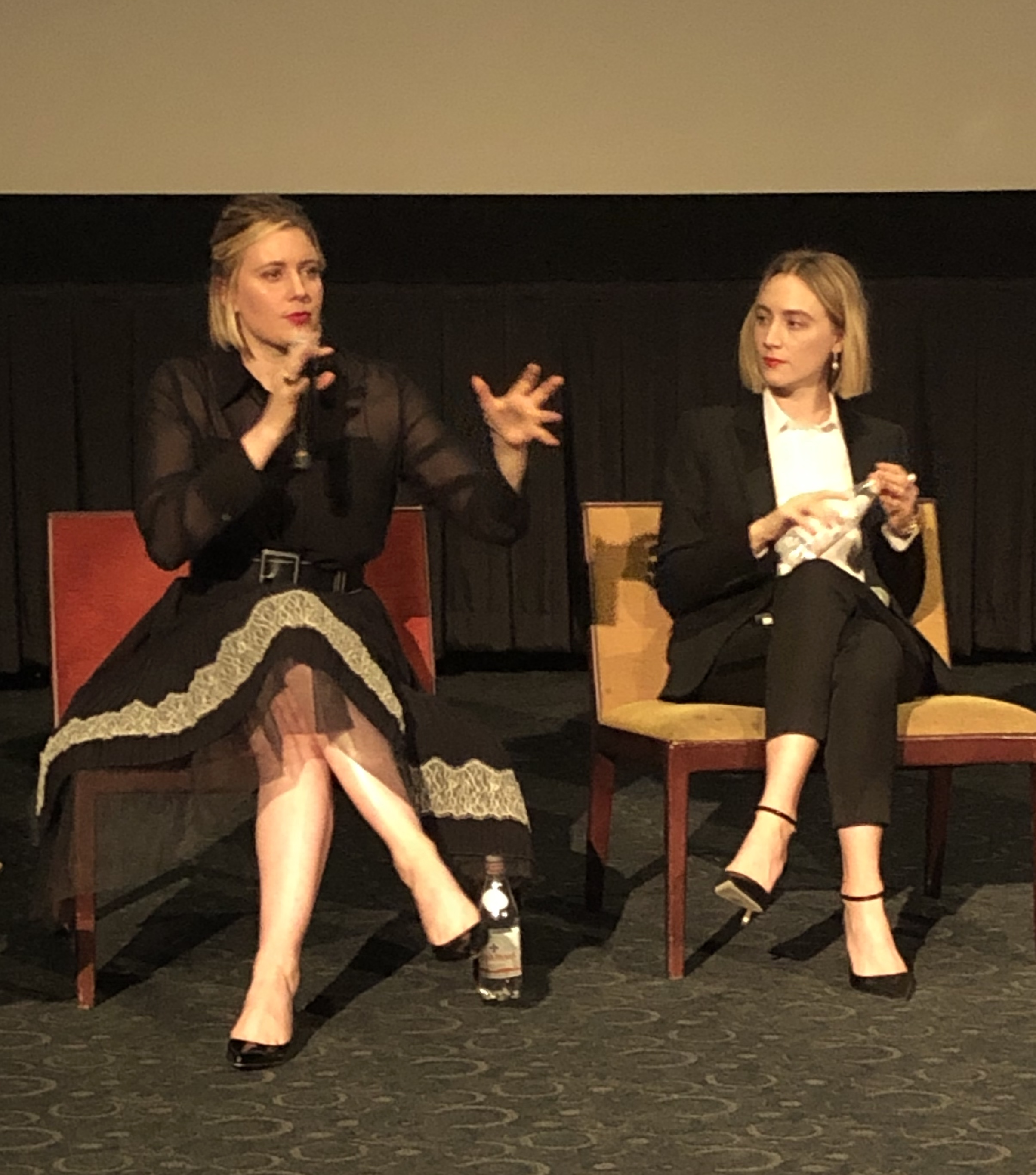
Saoirse Ronan com Greta Gerwig em 2019

Em 2018, protagonizou, com Billy Howle, a adaptação ao cinema do romance de Ian McEwan, On Chesil Beach. O filme segue a noite de núpcias de um jovem casal que acaba por destruir o seu casamento devido ao seu medo de relações íntimas. Ainda nesse ano, foi protagonista do drama histórico, Mary Queen of Scots no papel de Mary Stuart. O filme conta ainda com Margot Robbie. Participa ainda na adaptação ao cinema da peça de teatro de Anton Chekhov, The Seagull.
Em 2019, Ronan agradou o público e os críticos em sua aparição como a personagem principal Josephine ''Jo'' March na regravação do filme Little Women, originalmente gravado em 1994. Ronan foi positivamente criticada pelo papel e conseguiu um indicação do oscar junto com sua co atriz, Florence Pugh, o que é incomum para um só filme. Mais uma vez, ela recebeu indicações ao Oscar, BAFTA e Globo de Ouro de Melhor Atriz. Isso fez de Ronan - aos 25 anos e seis meses de idade - a segunda pessoa mais jovem a acumular quatro indicações ao Oscar, atrás apenas de Jennifer Lawrence.
Em 2020, Ronan interpretou a geóloga Charlotte Murchison ao lado de Mary Anning, de Kate Winslet, em Ammonite, de Francis Lee, um drama sobre um relacionamento romântico entre as duas mulheres na década de 1840. As duas atrizes colaboraram estreitamente no projeto e coreografaram suas próprias cenas de sexo. Steve Pond do TheWrap considerou ser "a performance mais madura da notável carreira de [Ronan]". Em 2021, Ronan teve uma pequena participação no filme de Wes Anderson, The French Dispatch, sobre jornalistas americanos na França. No mesmo ano, ela fez sua estreia no teatro West End no Almeida Theatre de Londres, atuando como Lady Macbeth em um revival de The Tragedy of Macbeth, ao lado de James McArdle. Ronan ficou intimidada pela experiência de interpretar Shakespeare pela primeira vez em sua carreira, e se inspirou no casamento de Kanye West e Kim Kardashian para retratar a relação entre Macbeth e Lady Macbeth.  Alexandra Pollard, do The Independent, notou a "rara habilidade de Ronan para tornar as palavras bonitas, mas pesadas de Shakespeare, fáceis de entender".

### 2022 - presente
Saoirse e Sam Rockwell interpretaram polícias que tentem resolver um homicídio em Londres nos anos 50 na comédia See How They Run (2022). Apesar das críticas fracas, Calum Russell da revista Far Out elogiou o desempenho de Saoirse como "um exercício em representação cómica" diferente do tipo de papéis que a atriz costuma interpretar. Em 2023, a atriz contracenou com Paul Mescal na adaptação ao cinema do romance de ficção científica Foe de Ian Reid, realizada por Garth Davis. O filme recebeu críticas péssimas e foi o seu filme mais mal recebido em vários anos.
Saoirse e o seu companheiro, Jack Lowden, fundaram a companhia de produção Arcade Pictures. Através dela, eles produziram o filme The Outrun (2024), uma adaptação do livro de memórias homónimo de Amy Liptrot e com realização de Nora Fingscheidt. Saiorse também protagoniza o filme no papel de Rona (baseada em Amy Liptrot) e considerou que interpretar a luta da sua personagem contra o alcoolismo "bastante perturbadora". O filme estrou no Festival de Cinema de Sundance com críticas bastante positivas que destacaram sobretudo o desempenho da atriz. Adrian Horton do The Guardian descreveu o desempenho de Saoirse como: "ao mesmo tempo gigantesco e discreto e completamente convincente, até na arte complicada de parecer bêbada".
Ainda em 2024, Saoirse protagoniza Blitz, um drama passado na Segunda Guerra Mundial do realizador Steve McQueen.

## Vida pessoal

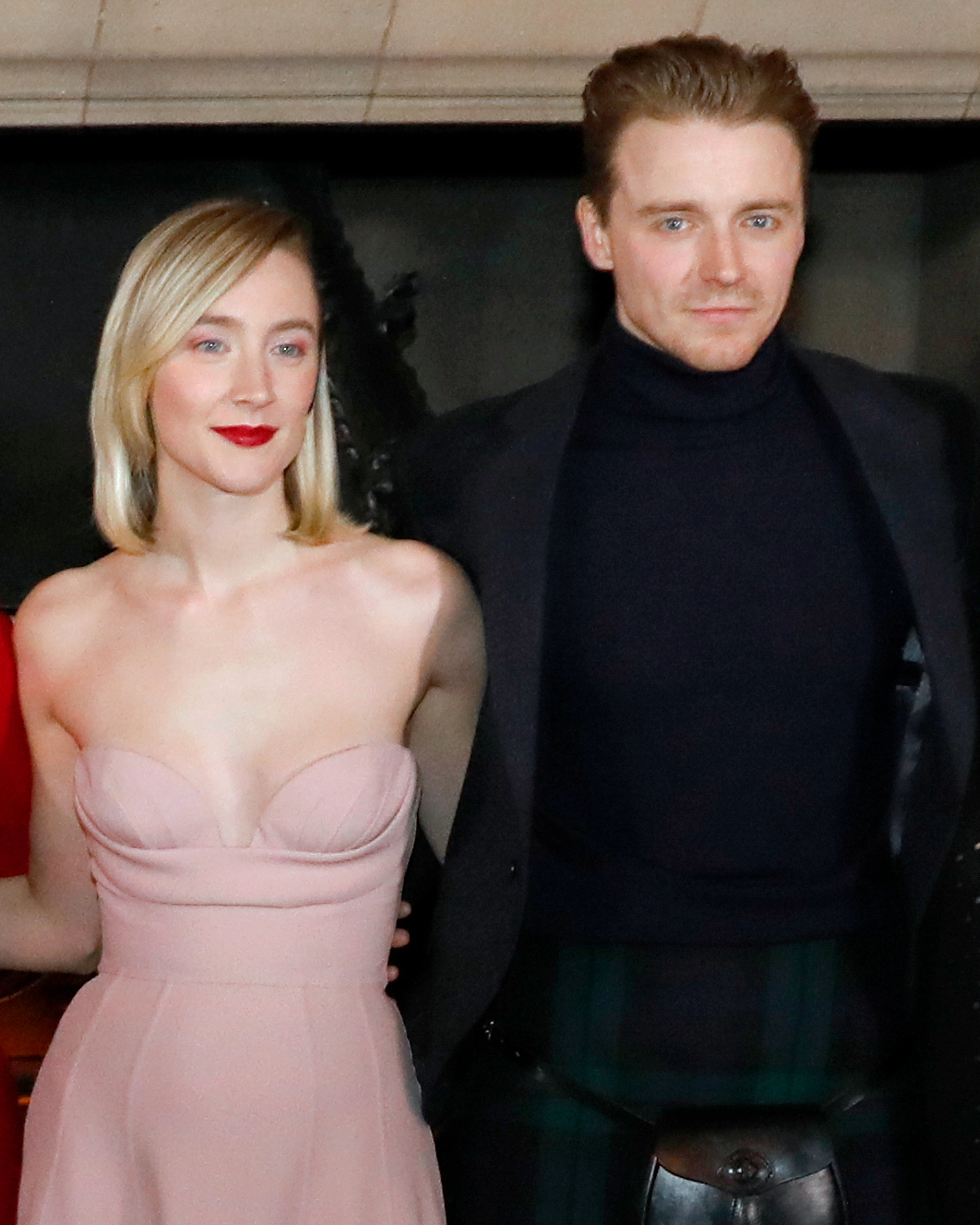
Saiorse Ronan e Jack Lowden na estreia de Mary Queen of Scots em 2019.

Saoirse tem dupla nacionalidade (irlandesa e norte-americana) e disse: "Não sei de onde sou, sou só irlandesa". Ela é próxima dos seus pais e viveu com eles até ter 19 anos. Ela afirmou que a sua mãe, que a acompanhou na gravação dos seus filmes quando a atriz era adolescente, a protegeu de situações que não podiam ser controladas. Em 2018, Saoirse comprou uma casa em Greystones, County Wicklow na Irlanda. Ela vendeu a casa no final de 2019. No final de 2020, ela comprou uma casa em West Cork.
Saoirse é casada com o ator escocês Jack Lowden, com quem contracenou em Mary Queen of Scots e divide o seu tempo entre Dublin, Londres e a Escócia.
Saoirse não tem contas nas redes sociais por as achar "demasiado stressantes". Ela criou uma conta no Twitter em 2009 por ser fã do comediante inglês Stephen Fry, mas apagou a conta pouco depois. Numa entrevista em fevereiro de 2018, a atriz disse: "Percebo porque é que há músicos que o fazem, ou jornalistas, ou pessoas conhecidas do público, mas com atores é diferente porque não somos nós próprios quando estamos a trabalhar. Eu não sou eu em nada do que as pessoas me veem... e autopromover-me sempre me deixou desconfortável."
Saoirse é embaixadora da Irish Society for the Prevention of Cruelty to Children e também se associou à Home Sweet Home, uma campanha contra o fenómeno dos sem-abrigo, para além de ter apoiado a ação da organização de ocupar ilegalmente um prédio de escritórios em Dublin para dar casa a 31 famílias sem-abrigo em 2016. No mesmo ano, ela participou no videoclipe da música "Cherry Wine" de Hozier, que alertou para a violência doméstica. Saiorse também apoiou os direitos da comunidade LGBT na Irlanda e votou a favor do casamento entre homossexuais no referendo irlandês de 2015.

## Filmografia

### Filmes
| Ano  | Título                                   | Papel                              | Título em Português / Notas                                                       |
| ---- | ---------------------------------------- | ---------------------------------- | --------------------------------------------------------------------------------- |
| 2007 | I Could Never Be Your Woman              | Izzie Mensforth                    | br: Nunca é Tarde para Amar pt: Nem Contigo... Nem Sem Ti                         |
| 2007 | The Christmas Miracle of Jonathan Toomey | Celia Hardwick                     | br: O Milagre de Natal de Jonathan Toomey                                         |
| 2007 | Atonement                                | Briony Tallis                      | br: Desejo e Reparação pt: Expiação                                               |
| 2007 | Death Defying Acts                       | Benji McGarvie                     | br: Atos que Desafiam a Morte pt: Houdini - O Último Grande Mágico                |
| 2008 | City of Ember                            | Lina Mayfleet                      | br/pt: Cidade das Sombras                                                         |
| 2009 | The Lovely Bones                         | Susie Salmon                       | br: Um Olhar do Paraíso pt: Visto do Céu                                          |
| 2010 | Arrietty                                 | Arriety                            | Voz (versão britânica) br: O Mundo dos Pequeninos pt: O Mundo Secreto de Arrietty |
| 2010 | The Way Back                             | Irena Zielińska                    | br: Caminho da Liberdade pt: Rumo à Liberdade                                     |
| 2011 | Hanna                                    | Hanna Heller                       | br/pt: Hanna                                                                      |
| 2011 | Violet & Daisy                           | Daisy                              | br: Violet & Daisy                                                                |
| 2012 | Byzantium                                | Eleanor Webb                       | br: Byzantium: Uma Vida Eterna                                                    |
| 2013 | The Host                                 | Melanie Stryder / Wanderer "Wanda" | br: A Hospedeira pt: Nómada                                                       |
| 2013 | How I Live Now                           | Daisy                              | br: Minha Nova Vida pt: Em Nome do Amor                                           |
| 2013 | Justin and the Knights of Valour         | Talia                              | Voz br/pt: Justin e a Espada da Coragem                                           |
| 2014 | The Grand Budapest Hotel                 | Agatha                             | br: O Grande Hotel Budapeste pt: Grand Budapest Hotel                             |
| 2014 | Muppets Most Wanted                      | Ela Mesma                          | br: Muppets 2: Procurados e Amados pt: Marretas Procuram-se                       |
| 2014 | Lost River                               | Rat                                | br: Rio Perdido pt: O Rio Perdido                                                 |
| 2015 | Stockholm, Pennsylvania                  | Leia Dargon                        | br: Estocolmo, Pensilvânia                                                        |
| 2015 | Weepah Way for Now                       | Emily                              | Voz                                                                               |
| 2015 | Brooklyn                                 | Éilis Lacey                        | br/pt: Brooklyn                                                                   |
| 2017 | Loving Vincent                           | Margaret Gachet                    | br: Com Amor, Van Gogh pt: A Paixão de Van Gogh                                   |
| 2017 | On Chesil Beach                          | Florence Ponting                   | br/pt: Na Praia de Chesil                                                         |
| 2017 | Lady Bird                                | Lady Bird                          | br: Lady Bird: A Hora de Voar pt: Lady Bird                                       |
| 2018 | The Seagull                              | Nina                               | br/pt: A Gaivota                                                                  |
| 2018 | Mary Queen of Scots                      | Mary Stuart                        | br: Duas Rainhas pt: Maria, Rainha dos Escoceses                                  |
| 2019 | Little Women                             | Jo March                           | br: Adoráveis Mulheres pt: Mulherzinhas                                           |
| 2020 | Ammonite                                 | Charlotte Murchison                | br: Ammonite pt: Amonite                                                          |
| 2021 | The French Dispatch                      | Junkie / Showgirl #1               | br: A Crônica Francesa pt: Crónicas de França do Liberty, Kansas Evening Sun      |
| 2022 | See How They Run                         | Constable Stalker                  | br: Veja Como Eles Correm pt: Vejam Como Eles Correm                              |
| 2023 | Foe                                      | Henrietta                          | br: Instruso pt: Foe                                                              |
| 2024 | The Outrun                               | Rona                               |                                                                                   |
| 2024 | Blitz                                    | Rita                               |                                                                                   |
| TBA  | Bad Apples                               | Maria                              |                                                                                   |

### Televisão
| Year        | Título        | Papel                                                      | Notas             |
| ----------- | ------------- | ---------------------------------------------------------- | ----------------- |
| 2003 - 2004 | The Clinic    | Rhiannon Geraghty                                          | 4 episódios       |
| 2005        | Proof         | Orla Boland                                                | 4 episódios       |
| 2014        | Robot Chicken | Merida / Aurora /Jasmine /Sasha / Draculaura / Bloody Mary | 2 episódios (voz) |

### Videoclipes
| Ano  | Título           | Papel        | Artista        |
| ---- | ---------------- | ------------ | -------------- |
| 2013 | "Garden's Heart" | Protagonista | Bat For Lashes |
| 2016 | "Cherry Wine"    | Protagonista | Hozier         |
| 2017 | "Galway Girl"    | Garota       | Ed Sheeran     |

## Prêmios e Indicações

#### Oscar
| Ano  | Categoria                | Filme        | Notas    |
| ---- | ------------------------ | ------------ | -------- |
| 2008 | Melhor Atriz Coadjuvante | Atonement    | Indicado |
| 2016 | Melhor Atriz             | Brooklyn     | Indicado |
| 2018 | Melhor Atriz             | Lady Bird    | Indicado |
| 2020 | Melhor Atriz             | Little Women | Indicado |

#### Globo de Ouro
| Ano  | Categoria                                   | Filme        | Notas    |
| ---- | ------------------------------------------- | ------------ | -------- |
| 2008 | Melhor Atriz Coadjuvante em Cinema          | Atonement    | Indicado |
| 2016 | Melhor Atriz em Filme Dramático             | Brooklyn     | Indicado |
| 2018 | Melhor Atriz em Filme de Comédia ou Musical | Lady Bird    | Venceu   |
| 2020 | Melhor Atriz em Filme Dramático             | Little Women | Indicado |

#### BAFTA
| Ano  | Categoria                | Filme            | Notas    |
| ---- | ------------------------ | ---------------- | -------- |
| 2008 | Melhor Atriz Coadjuvante | Atonement        | Indicado |
| 2010 | Melhor Atriz             | The Lovely Bones | Indicado |
| 2016 | Melhor Atriz             | Brooklyn         | Indicado |
| 2018 | Melhor Atriz             | Lady Bird        | Indicado |
| 2020 | Melhor Atriz             | Little Women     | Indicado |
| 2025 | Melhor Atriz             | The Outrun       | Indicado |

#### SAG Awards
| Ano  | Categoria     | Filme                    | Notas    |
| ---- | ------------- | ------------------------ | -------- |
| 2015 | Melhor Elenco | The Grand Budapest Hotel | Indicado |
| 2016 | Melhor Atriz  | Brooklyn                 | Indicado |
| 2018 | Melhor Atriz  | Lady Bird                | Indicado |
| 2018 | Melhor Elenco | Lady Bird                | Indicado |

#### Critics' Choice Movie Awards
| Ano  | Categoria               | Filme                    | Notas    |
| ---- | ----------------------- | ------------------------ | -------- |
| 2008 | Melhor Atriz Jovem      | Atonement                | Indicado |
| 2010 | Melhor Atriz Jovem      | The Lovely Bones         | Venceu   |
| 2010 | Melhor Atriz            | The Lovely Bones         | Indicado |
| 2012 | Melhor Atriz Jovem      | Hannah                   | Indicado |
| 2015 | Melhor Elenco           | The Grand Budapest Hotel | Indicado |
| 2016 | Melhor Atriz            | Brooklyn                 | Indicado |
| 2018 | Melhor Atriz            | Lady Bird                | Indicado |
| 2018 | Melhor Atriz em Comédia | Lady Bird                | Indicado |
| 2018 | Melhor Elenco           | Lady Bird                | Indicado |
| 2020 | Melhor Atriz            | Little Women             | Indicado |

### Outros prêmios
| Ano  | Resultado | Premiação                                | Categoria                                          | Título             |
| ---- | --------- | ---------------------------------------- | -------------------------------------------------- | ------------------ |
| 2007 | Nomeada   | Satellite Awards                         | Melhor atriz coadjuvante                           | Atonement          |
| 2007 | Venceu    | PFCS Awards                              | Melhor atriz principal ou coadjuvante              | Atonement          |
| 2007 | Venceu    | Sierra Awards                            | Jovem em filme - feminino                          | Atonement          |
| 2008 | Nomeada   | Young Artist Awards                      | Melhor atriz                                       | Atonement          |
| 2008 | Nomeada   | OFCS Awards                              | Melhor atriz coadjuvante                           | Atonement          |
| 2008 | Nomeada   | ALFS Awards                              | Atriz coadjuvante britânica do ano                 | Atonement          |
| 2008 | Nomeada   | ALFS Awards                              | Estreia britânica - atuação                        | Atonement          |
| 2008 | Venceu    | Prêmio estrela em ascensão               |                                                    | [ 13 ]             |
| 2008 | Venceu    | IFTA Awards                              | Melhor atriz coadjuvante                           | Atonement          |
| 2008 | Nomeada   | Globo de Ouro                            | Melhor atriz coadjuvante                           | Atonement          |
| 2008 | Nomeada   | Empire Awards                            | Melhor novidade                                    | Atonement          |
| 2008 | Nomeada   | Critics' Choice Awards                   | Melhor atriz                                       | Atonement          |
| 2008 | Nomeada   | BAFTA                                    | Melhor atriz coadjuvante                           | Atonement          |
| 2008 | Nomeada   | Oscar                                    | Melhor atriz coadjuvante                           | Atonement          |
| 2009 | Venceu    | PFCS Awards                              | Melhor atriz                                       | The Lovely Bones   |
| 2009 | Venceu    | Sierra Awards                            | Jovem em filme                                     | The Lovely Bones   |
| 2009 | Nomeada   | IFTA Awards                              | Melhor atriz                                       | City of Ember      |
| 2009 | Venceu    | IFTA Awards                              | Melhor atriz coadjuvante                           | Death Defying Acts |
| 2009 | Nomeada   | FCCA Awards                              | Melhor atriz coadjuvante                           | Death Defying Acts |
| 2010 | Venceu    | Virtuoso Award                           | Festival de Cinema de Santa Barbara                | The Lovely Bones   |
| 2010 | Nomeada   | ALFS Awards                              | Performance britânica do ano                       | The Lovely Bones   |
| 2010 | Venceu    | IFTA Awards                              | Melhor atriz                                       | The Lovely Bones   |
| 2010 | Nomeada   | Critics' Choice Awards                   | Melhor atriz                                       | The Lovely Bones   |
| 2010 | Venceu    | Critics' Choice Awards                   | Melhor atriz                                       | The Lovely Bones   |
| 2010 | Nomeada   | BAFTA                                    | Melhor atriz                                       | The Lovely Bones   |
| 2010 | Venceu    | Saturn Awards                            | Melhor performance jovem                           | The Lovely Bones   |
| 2015 | Venceu    | BIFA Award                               | Melhor Atriz                                       | Brooklyn           |
| 2016 | Nomeada   | Globo de Ouro                            | Melhor Atriz em filme dramático                    | Brooklyn           |
| 2016 | Nomeada   | Critics' Choice Awards                   | Melhor atriz                                       | Brooklyn           |
| 2016 | Nomeada   | Oscar                                    | Melhor Atriz                                       | Brooklyn           |
| 2016 | Nomeada   | SAG Award                                | Melhor Desempenho de uma Atriz num Papel Principal | Brooklyn           |
| 2018 | Nomeada   | Oscar                                    | Melhor Atriz                                       | Lady Bird          |
| 2018 | Nomeada   | BAFTA                                    | Melhor Atriz                                       | Lady Bird          |
| 2018 | Venceu    | Golden Globe Awards                      | Melhor Atriz em um filme - Musical ou Comédia      | Lady Bird          |
| 2018 | Nomeada   | SAG Award                                | Melhor Atriz                                       | Lady Bird          |
| 2018 | Nomeada   | Critics' Choice Awards                   | Melhor Atriz                                       | Lady Bird          |
| 2018 | Nomeada   | Satellite Awards                         | Melhor Atriz                                       | Lady Bird          |
| 2018 | Nomeada   | Independent Spirit Awards                | Melhor Atriz                                       | Lady Bird          |
| 2018 | Venceu    | New York Film Critics Circle Awards      | Melhor Atriz                                       | Lady Bird          |
| 2018 | Venceu    | Palm Springs International Film Festival | Melhor Atriz                                       | Lady Bird          |
| 2018 | Venceu    | Gotham Awards                            | Melhor Atriz                                       | Lady Bird          |
| 2018 | Venceu    | Chicago Film Critics Association Award   | Melhor Atriz                                       | Lady Bird          |